# Astrocaryum scopatum
Astrocaryum scopatum är en enhjärtbladig växtart som beskrevs av Francis Kahn och B.Millán. Astrocaryum scopatum ingår i släktet Astrocaryum och familjen Arecaceae. Inga underarter finns listade i Catalogue of Life.